# Günther von Steinau-Steinrück
Otto Günther Hermann von Steinau-Steinrück (* 31. Juli 1881 in Berlin; † 13. November 1942 in Osnabrück) war ein deutscher Landrat und Abgeordneter des Provinziallandtages der preußischen Provinz Hessen-Nassau.

## Leben
Günther von Steinau-Steinrück wurde als Sohn des Oberregierungsrats Paul von Steinau-Steinrück und dessen Ehefrau Emma von Krüger geboren. Nach dem Abitur absolvierte er ein Studium der Rechtswissenschaften und wurde am 17. Februar 1905 für den Staatsdienst vereidigt. Zum 1. Dezember 1909 begann er, nachdem er sein zweites juristisches Staatsexamen absolviert hatte, als Hilfsarbeiter beim Landratsamt Siegen. Im August 1914 wurde er mit der vertretungsweisen Leitung der Verwaltung des Kreises Hagen beauftragt. Bevor er im Mai 1919 die vertretungsweise Leitung des Landratsamtes Ziegenhain übernahm, wurde er im Mai 1915 zur Bezirksregierung Arnsberg versetzt, wo er zum Regierungsrat befördert wurde.
In Ziegenhain wurde er am 7. November 1919 definitiv zum Landrat ernannt. In diesem Amt blieb er bis zu seiner Versetzung in den einstweiligen Ruhestand am 2. März 1934. Grundlage für diese Maßnahme war das Gesetz zur Wiederherstellung des Berufsbeamtentums, das eine Gleichschaltung des öffentlichen Dienstes zum Ziel hatte.
Von 1919 bis 1920 hatte er einen Sitz im Kurhessischen Kommunallandtag des preußischen Regierungsbezirks Kassel, aus dessen Mitte er ein Mandat für den Provinziallandtag der Provinz Hessen-Nassau erhielt. Er war als Parteiloser bzw. als Vertreter der Freien Arbeitsgemeinschaft in den Parlamenten.
Günther trat der Deutschnationalen Volkspartei bei und war bis 1926 deren Führer im Landkreis Ziegenhain.
Die Versetzung in den einstweiligen Ruhestand wurde noch im Jahre 1934 aufgehoben und Otto kurzfristig zur Bezirksregierung Merseburg berufen. Er wechselte zur Bezirksregierung Osnabrück, wurde hier Oberregierungsrat und blieb bis zu seinem Tod in dem Amt.

## Mitgliedschaften
- Vorstand des Sparkassenverbandes für Hessen-Nassau
- Ausschuss des Landeswohlfahrtsamtes
- Verwaltungsrat der Landeskreditkasse Kassel